# Таджики в Русия
Таджиките в Русия (на таджикски: Тоҷикони Русия) са 29-ата по численост етническа група в Русия. Според преброяването на населението през 2010 г. броят на хората, определили се за таджики, е 200 666 души, или 0,15% от населението на страната.
Според оценки на представител на Международната организация по миграция през 2002 г. всяка година в Русия работят до 650 000 таджикски граждани, повечето от които нелегално. Според други оценки в периода от януари 2000 г. до януари 2003 г. в Русия са работили 530 хиляди таджикски мигранти, а през 2007 г. – 450 – 500 хиляди граждани на Таджикистан са живели и работили в Руската федерация.
Таджиките имат свои културни автономии в Пензенска и Ростовска област. Редица таджикски организации осъществяват дейност в Москва. През 2007 г. е създаден Съюз на таджиките на Русия, който е забранен от Върховния съд през 2010 г.

## Численост и дял
Численост и дял на таджиките според преброяванията през годините:
| Преброяване | Численост | Дял (в %) |
| 1926        | 52        | 0,00      |
| 1939        | 3 315     | 0,00      |
| 1959        | 7 027     | 0,01      |
| 1970        | 14 108    | 0,01      |
| 1979        | 17 863    | 0,01      |
| 1989        | 38 208    | 0,03      |
| 2002        | 120 136   | 0,08      |
| 2010        | 200 666   | 0,15      |